# Joël Gouhier
Joël Gouhier, né le 22 octobre 1949 à Trizay-Coutretot-Saint-Serge (Eure-et-Loir), est un pilote automobile français sur circuits à bord de voitures de sport type Tourisme, Grand tourisme et Sport-prototype.

## Biographie
Conduisant à l'occasion dès ses dix ans, Joël Gouhier est rapidement passionné par l'automobile. Il veut déjà faire les 24 Heures du Mans. Fin des années 1960, alors qu'il a à peine son permis de conduire, il fait rugir sa R8 Gordini dans les vallons de son Perche natal. En 1973, un petit rallye régional fait escale devant chez lui, il saute le pas et décide de s'essayer à la compétition. Il se lance avec succès sur quelques modestes slaloms et courses de côté, avant de s'attaquer à la Coupe de France R12 Gordini en 1974, à 25 ans. Le néophyte passe le cut des qualifications et gagne le droit de disputer l'intégralité du championnat. Au bout de trois courses, il est sur le podium et sa carrière est lancée. Cinquième du général final et meilleur débutant cette saison-là, Gouhier passe l'année suivante au volant d'une R5 kitée avec laquelle il atteint la troisième marche du podium.
Les meilleurs pilotes n'étant pas autorisés à se réinscrire en Coupe Gordini, le jeune Eurélien est alors aiguillé vers la monoplace et débarque en Championnat de France de Formule Renault où il passe cinq saisons, dont la première aux côtés d'Alain Prost. Pourvu d'un petit budget, Gouhier se contente de faire se classe et achève sa première année à la huitième place. En 1977, avec une enveloppe revue à la hausse et un mécanicien pour l'épauler, il est sacré champion. La logique veut qu'il accède alors à la catégorie au-dessus mais le championnat de F3 n'existe plus en France et, marié avec deux enfants, il refuse de partir en Angleterre. En 1978, le patron de BP Racing lui propose d'intégrer son écurie et de repartir en FR, il accepte. Il cohabite avec Philippe Alliot avec qui il lutte pour le titre toute la saison mais s'incline lors de la dernière course. Il termine une nouvelle fois second en 1979 (13 victoires en 3 ans).
Au début des années 1980, le Percheron s'engage dans les Coupes européennes Renault. Très populaires, ses courses sont disputées en lever de rideau des Grand Prix de F1 sur le sol européen. En R5 Turbo (1981-1984), Alpine V6 (1985-1988), R21 Turbo (1989-1990) puis Clio (1992-1994), Gouhier écume les plus beaux circuits du Vieux Continent et ferraille avec quelques pilotes de renom comme Ragnotti, Lammers et Bleekemolen. Champion en 1982, second en 1983 et 1985, Gouhier est presque toujours le meilleur français. Il s'impose à Monza, au Mans, Hockenheim, Donington, Nürburgring et même Monaco. En 1989, il fait équipe avec Philippe Bugalski et Olivier Lamirault pour l'équipe de son département Renault Chartres Compétition.
Au début de l'année 1983, Jean Rondeau, pilote et constructeur, lui propose un volant aux 24 Heures du Mans 1983 que Gouhier s'empresse d'accepter. En juin, il arrive au Mans sans jamais être monté à bord de la voiture. Mais le moteur de la M379 qu'il partage avec Anny-Charlotte Verney et Vic Elford rend l'âme pendant la nuit. Désormais sous contrat avec l'équipe suisse Brun Motorsport, il signe une belle septième place lors de l'édition 1984. Lors de la course 1985, il est 11h du matin quand sa Porsche 962, s'envole dans la longue ligne droite des Hunaudières. Alors en quatrième position et premier Français, sa suspension arrière casse à 330–340 km/h. La voiture heurte le rail sur cinquante mètres avant s'envoler à hauteur des toits, fait un tonneau complet et retombe sur le ventre sur la piste. Une fois immobilisé, il est à 500 mètres du début de l'accident. Miraculeusement, Gouhier sort indemne du choc.
Douze mois plus tard, Joël Gouhier est de retour sur le Circuit des 24 Heures avec Jesús Pareja et Oscar Larrauri. S'étant qualifié en sixième position, la Porsche 962 no 17 termine à la seconde place. La mort de l'Autrichien Jo Gartner durant la course décide Gouhier à arrêter : « j'avais échappé au pire l'année précédente, deuxième, c'était un bon résultat ». Pendant six ans, il se tient éloigné du Mans, avant de replongé en 1993 en GT. À 43 ans, avec l'Allemand Jürgen Barth et le rookie Dominique Dupuy, il remporte sa classe (GT C4) en Porsche 911 Carrera DSR de la Team Larbre Compétition. L'année suivante, il rejoint Larrauri sur une Ferrari 348 GT, voiture qui le fait rêver, mais celle-ci est hors-course dès la cinquième heure.
Il dispute aussi cinq éditions des 24 Heures de Spa entre 1984 et 1993 (10e en 1992). En 1992, il remporte le premier Championnat B de la Porsche Carrera Cup France sur Porsche 964.
Au bout de vingt ans de carrière, six participations aux 24 Heures du Mans et quelques années au volant de la voiture de sécurité, Joël Gouhier décide de remiser le casque en 1994. La station-service de Vichères, où il travaillait essentiellement l'hiver, le voit revenir à plein-temps.

## Palmarès
24 Heures du Mans
- Second en 1986

Formule Renault (1)
- Vainqueur en 1977
- Second en 1978 et 1979

Coupes européennes Renault (1)
- Vainqueur en 1982
- Second en 1983, 1985 et 1989
- Troisième en 1981, 1984, 1986, 1987 et 1990

## Statistiques
| Années | Formule Renault puis Coupes européennes | 24 Heures du Mans | Autres                           |
| ------ | --------------------------------------- | ----------------- | -------------------------------- |
| 1976   | 8e                                      |                   |                                  |
| 1977   | 1er                                     |                   |                                  |
| 1978   | 2e                                      |                   |                                  |
| 1979   | 2e                                      |                   |                                  |
| 1980   | 21e                                     |                   |                                  |
| 1981   | 3e                                      |                   |                                  |
| 1982   | 1er                                     |                   |                                  |
| 1983   | 2e                                      | abandon           |                                  |
| 1984   | 3e                                      | 7e                |                                  |
| 1985   | 2e                                      | abandon           |                                  |
| 1986   | 3e                                      | 2e                |                                  |
| 1987   | 3e                                      |                   |                                  |
| 1988   |                                         |                   |                                  |
| 1989   | 2e                                      |                   |                                  |
| 1990   | 3e                                      |                   |                                  |
| 1991   |                                         |                   |                                  |
| 1992   | 19e                                     |                   | Porsche Carrera Cup France : 10e |
| 1993   | 4e                                      | 15e (1er GT)      |                                  |
| 1994   | 6e                                      | abandon           |                                  |